# Estnische Kunstakademie
Die Estnische Kunstakademie (estnisch: Eesti Kunstiakadeemia), kurz EKA, ist eine staatliche Kunstakademie mit Sitz in der estnischen Hauptstadt Tallinn.
Die Estnische Kunstakademie wurde 1914 als Schule für angewandte Kunst durch den estnischen Bildhauer Jaan Koort gegründet und besteht aus den Fakultäten für Architektur, Design, Schöne Künste und Kunst und Kultur mit mehr als 30 Studiengängen, von denen 13 Studiengänge vollständig in englischer Sprache unterrichtet werden.
Derzeitiger Rektor der Estnischen Kunstakademie ist seit 2015 Professor Mart Kalm.
Im April 2024 wurde die EKA im QS World University Ranking in die Liste der 150 besten Kunst- und Designuniversitäten der Welt aufgenommen.

## Fakultäten und Studiengänge
- Fakultät für Architektur

Architektur, Landschaftsarchitektur, Innenarchitektur, Städtebau, Urban Studies
- Fakultät für Design

Produktdesign, Grafikdesign, Modedesign, Textildesign, Schmuckdesign, Industriedesign, Glaskunst, Keramik, Schmiedekunst, Accessoiredesign, Design und Technologie der Zukunft
- Fakultät der Schönen Künste

Malerei, Szenografie, Bildhauerei, Grafik, Animation, Zeichnung, Installation und Skulptur, Darstellende Kunst, Fotografie, Neue Medien
- Fakultät für Kunst und Kultur

Kunstwissenschaften, Kunstvermittlung, Kulturelles Erbe und Erhaltung, Kunstgeschichte, Visuelle Kultur

## Partnerhochschulen
Im Rahmen des Erasmus-Programms wurden mehr als 100 bilaterale Abkommen mit Universitäten unterzeichnet. Etwa 60 % der Absolventen der EKA nehmen am Erasmus-Programm teil.
Partneruniversitäten in Deutschland sind:
- Hochschule Augsburg
- Universität der Künste Berlin
- Fachhochschule Darmstadt
- Technische Universität Dortmund
- Heinrich-Heine-Universität Düsseldorf
- Fachhochschule Düsseldorf
- Hochschule für Kunst und Design HalleEstnische Kunstakademie Neubau
- HafenCity Universität Hamburg

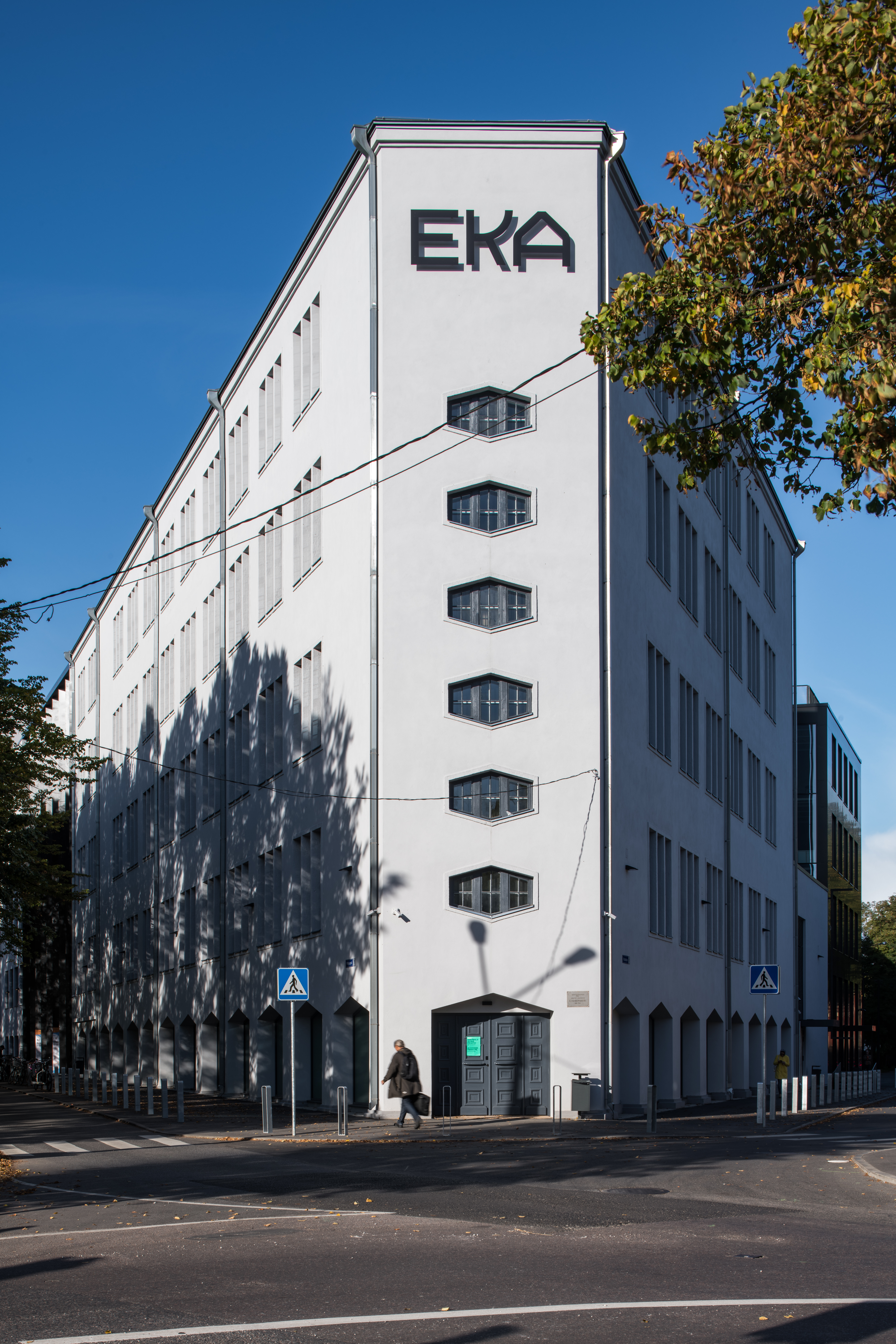
Estnische Kunstakademie Neubau

- Friedrich-Schiller-Universität Jena
- Staatliche Akademie der Bildenden Künste Karlsruhe
- Staatliche Hochschule für Gestaltung Karlsruhe
- Universität Kassel
- Christian-Albrechts-Universität zu Kiel
- Fachhochschule Koblenz
- Johannes Gutenberg-Universität Mainz
- Technische Universität München
- Universität des Saarlandes
- Hochschule für Gestaltung Schwäbisch Gmünd
- Staatliche Akademie der Bildenden Künste Stuttgart
- Fachhochschule Trier
- Bauhaus-Universität Weimar

Weitere Erasmus-Partneruniversitäten befinden sich in Belgien, Bulgarien, Dänemark, Finnland, Frankreich, Griechenland, Irland, Island, Italien, Kroatien, Lettland, Litauen, Niederlande, Norwegen, Österreich, Polen, Portugal, Rumänien, Schweden, Serbian, Spanien, Slowakei, Slowenien, Tschechische Republik, Ungarn und Zypern.
Darüber hinaus gibt es Partnerschaften mit Universitäten in Australien, Chile, China, Georgien, Ghana, Großbritannien, Japan, Israel, Kanada, Kenia, Mexiko, Neuseeland, der Schweiz, Singapur, Thailand, der Türkei, der Ukraine und den USA.